# Betatest
Der Begriff Betatest bezeichnet den Softwaretest eines Software-Produktes im Entwicklungsstadium einer Beta-Version, der unter möglichst realen Anwendungssituationen von späteren Benutzern („Nachfrager“) durchgeführt wird.
Insbesondere bei Standardsoftware-Produkten wird die Software vor der Markteinführung einem meist unterschiedliche Hardwarekonfigurationen nutzenden Personenkreis zur Verfügung gestellt. Individualsoftware wird in der Regel keinem öffentlichen Betatest unterworfen.
Oft ist die zu testende Software so vorbereitet, dass sie im Fehlerfall eine Logdatei erzeugt, über die den Entwicklern entsprechende Rückmeldung gegeben werden kann.
Beta-Tests können für Softwarehersteller auch problematisch sein, da die Kontrolle über die meist unerwünschte Weitergabe von Betaversionen an weitere Personen (Leak) nur schwer möglich ist und so bei einem größeren Kreis potentieller Kunden ein falscher Eindruck von der Software entstehen kann. Daher wird vielfach mit den Testern ein Geheimhaltungsvertrag abgeschlossen.

## Varianten
Für die zu Betatests erforderliche Auswahl der Tester gibt es unterschiedliche Möglichkeiten:
- Closed Beta: Die Software wird von Mitarbeitern des Herstellers oder eines eigens für den Test beauftragten Dienstleisters getestet. Gegebenenfalls werden einige Anwender über öffentliche Kanäle oder persönliche Bekanntschaft akquiriert.
- Open Beta / Öffentliche Beta: Interessierte Anwender können sich in öffentlicher Ausschreibung (zum Beispiel im Internet) für den Beta-Test anmelden.[3][4]
- Hybrid Beta: Die Testphase fängt als Closed Beta an und wird als Open Beta abgeschlossen.[5]

Ein Open Beta hat Vor- und Nachteile für die Entwickler. Die Software muss stabil genug sein und genug neue Features bereitstellen, um von den Anwendern akzeptiert zu werden; ansonsten führt das zu hohem Supportaufwand und schlechten Bewertungen. Auf der anderen Seite kann eine Open Beta Kundeninteresse wecken, noch bevor die Software komplett bereitgestellt werden kann. Vor allem wird die Software von vielen unterschiedlichen Personen auf unterschiedlichen Systemen getestet – was von einem internen Testteam kaum leistbar ist. Nicht jede Software eignet sich gleichermaßen als Open Beta. Je weniger fehlertolerant die Nutzer sind und je mehr Supportaufwand der Test erfordert, desto weniger eignet sich die Software für einen öffentlichen Test.
In der Softwarebranche ist es in den letzten Jahren üblich geworden, Software in einer öffentlichen Betatestphase (kostenlos) an Endkunden herauszugeben, um Stabilität und Fehlerfreiheit möglichst preiswert zu testen. In diesem Zusammenhang ist umgangssprachlich oft der Begriff  Bananenware oder ‚Bananenprinzip‘ anzutreffen („reift beim Kunden“): Während dieser Zustand in Beta-Versionen in gewissem Umfang akzeptiert wird, werden fehlerbehaftete Produkte aus dem offiziellen (und meist kostenpflichtigen) Erwerb oft mit diesem Ausdruck abwertend bezeichnet.